# Islamisk stat
|  | For den politiske bevægelse IS, se Islamisk Stat |
Islamisk stat i bogstaveligt betydning betegner et (geografisk) afgrænset område der udgør en selvstændig politisk enhed med ét fælles islamisk overhoved for befolkningen i området. I daglig tale er det et lands regering, parlamentariske forsamling, myndigheder og offentlige administration (statsreligionen), som er islamiske funderet. Islam som religion kan i en islamisk stat være påbudt et lands befolkning og understøtter økonomisk, og hvis ydre og indre forhold bestemmes af statsmagten.
Som politisk institution er det sunni-islamiske kalifat fra umayyad-dynastiet (år 750 og frem, hovedsæde Damaskus) til dets endelig fald af i Osmannerriget (år 1924, Tyrkiet).